# Конський Петро Олексійович
Петро Олексійович Ко́нський (1870 — 1942) — історик і педагог. Директор Колегії Павла Ґалаґана в Києві.

## Життєпис
Петро Олексійович Конський закінчив історико-філологічний факультет Санкт-Петербурзького університету у 1894 році. Учень Миколи Кареєва.
Працював викладачем історії та літератури в Олександрівському ліцеї, Морському кадетському корпусі і Комерційному училищі Бориса Штюрмера в Санкт-Петербурзі, Бендінському комерційному училищі.
Працював директором Самарського комерційного училища, директором колегії Павла Ґалаґана в Києві (1910—1915).
Публікувався в журналах «Вісник і Бібліотека самоосвіти», «Російська школа», «Журнал для всіх», «Вісник Комерційного Освіти».
Один з авторів «Енциклопедичного словника Брокгауза і Ефрона».